# Telki
Telki é um município da Hungria, situado no condado de Peste. Tem 10,47 km² de área e sua população em 2015 foi estimada em 4.005 habitantes.